# Тер-Минасян, Маргарита Ервандовна
Маргарита Ервандовна Тер-Минасян (арм. Մարգարիտ Երվանդի Տեր-Մինասյան; 6 июня 1910 или 16 мая 1910, Лейпциг, Королевство Саксония — 9 апреля 1995[…], Санкт-Петербург) — советский и российский энтомолог, один из крупнейших колеоптерологов Советского Союза, специалист по зерновкам, трубковёртам и долгоносикам. Член Совета и Президиума Всесоюзного энтомологического общества. Мать Веры Андреевны Рихтер.

## Биография
Родилась 16 мая 1910 года в Лейпциге в армянской семье. Отец был арменоведом, профессором. Мать была преподавателем русского языка. Окончила среднюю школу в Эчмиадзине и поступила в Ереванский университет, где окончила биологическое отделение педагогического факультета.
В 1932 году была принята в аспирантуру Зоологического института Академии Наук СССР, а в 1935 году защитила кандидатскую диссертацию о степной и полупустынной фауне долгоносиков Армении и Нахичевани и была зачислена в штат Зоологического института.
В 1938 году переехала в Ереван и работала в Зоологическом институте Академии наук Армении до 1950 года, затем вернулась в Ленинград, в котором проживала до конца своей жизни.
Маргарита Ервандовна работала в Зоологическом институте 43 года до выхода на пенсию в 1986 году и продолжала работу в дальнейшем на общественных началах до последнего года жизни.
Умерла 9 апреля 1995 года. 
Похоронена на Богословском кладбище Санкт-Петербурга.

## Научная работа
Маргарита Ервандовна внесла большой вклад в систематику и фаунистику зерновок, трубковёртов и долгоносиков. Её первые работы по недостаточно изученному роду Anthonomus были высоко оценены научными руководителями, Акселем Рейхардтом и Фёдором Лукьяновичем.
После публикации определителя видов рода Anthonomus фауны СССР Маргарита Ервандовна выполнила обзоры родов Rhynchaenus , Curculio и Trachodes, значительно дополнив знания об этих родах. Любимыми же группами были зерновки, трубковёрты, которым посвящена её докторская диссертация, защищённая в 1944 году, апионы и Cleonini. Этим группам посвящена большая часть публикаций Маргариты Ервандовны, в том числе 4 монографии — тома «Фауны СССР» по зерновкам и трубковёртам и «Определители по фауне СССР» (Lixini в 1967 году и Cleonini — в 1988 году). В этих группах Маргарита Ервандовна описала более 150 новых видов и 3 новых рода. Все три новых рода установлены в трибе корневых долгоносиков (Cleonini) для очень своеобразных видов — эндемиков Ирано-Туранской (Pseudisomerus mangystavicus и Afghanocleonus haarloevi) и Гобийской (Mongolocleonus gobiensis) провинций Сахаро-Гобийской пустынной области.
Работы Маргариты Ервандовны по клеонинам составляют главную часть её творческого наследия. Созданная в значительной мере трудами Маргариты Ервандовны коллекция клеонин в Зоологическом институте по богатству не имеет себе равных в мире. Особое место в этой коллекции занимает род Stephanocleonus, самый богатый видами в трибе Cleonini (свыше 100 видов).
В течение многих лет Маргарита Ервандовна возглавляла и направляла изучение долгоносиков в СССР, под её руководством выполнены несколько кандидатских диссертаций, в том числе по фауне южного Таджикистана и Дальнего Востока, заполнившие самые большие пробелы в знаниях о фауне СССР. С её помощью или под её руководством выполнены также исследования по фауне долгоносиков Армении, Грузии, Азербайджана, Ростовской области и Калмыкии, Мордовии, Украины. Маргарита Ервандовна считала фаунистические работы лучшей формой подготовки специалиста по систематике долгоносиков, обеспечивающей широкое знание группы и формирование общебиологического кругозора.

## Память
100-летию со дня рождения М. Е. Тер-Минасян посвящён один из выпусков «Кавказского энтомологического бюллетеня» (2011, т. 7, вып. 2).